# Vítor Pires Vieira
Pires Vieira (Porto, 5 de maio de 1950) é um artista plástico e pintor português.
Nasceu no Porto, em 1950. Frequentou Arquitetura na Escola de Belas Artes de Paris e Urbanismo na Faculdade de Vincennes. Presentemente vive e trabalha no Estoril.
Estudou no Liceu Alexandre Herculano, no Porto e muito cedo foi aluno da sua avó, Maria Isabel de Souza Loureiro, sobrinha e discípula de Artur Loureiro.
Em meados dos anos 60, foi viver para Santo Amaro de Oeiras e em 1970 inscreveu-se na Escola Superior de Belas Artes de Lisboa que abandonou a seguir para se instalar em Paris, onde estudou arquitetura e urbanismo, na École Superieure des Beaux Arts de Paris e na Université de Paris VIII, Faculté de Vincennes.
Durante a estadia em Paris, aproximou-se da vanguarda francesa, em torno do grupo ‘support-surfaces’, vindo a expor individualmente, já em 1976, juntamente com Jean-Pierre Pincemin, na galeria L’Oeil 2000.
Desde a galeria Quadrum, nos anos 70, em Lisboa, trabalhou com as galeria Alda Cortez, galeria Graça Fonseca, galeria Pedro Oliveira, no Porto e galeria Cristina Guerra. Actualmente trabalha com a galeria Carlos Carvalho Arte Contemporânea, sediada em Lisboa.
Integrou, por diversas vezes, representações oficiais de artistas nacionais em países estrangeiros.
Está representado em várias coleções, como a fundação Calouste Gulbenkian, Coleção/Museu Berardo, Fundação de Serralves, Museu de Arte Contemporânea/Chiado.

## Exposições individuais de relevância
- 1971
  - Galeria Alvarez, Porto
  - Galeria de Arte Moderna/SNBA, Lisboa
  - Galeria Quadrante, Lisboa
- 1973
  - Galeria de Arte Moderna/SNBA, Lisboa
- 1974
  - 'Meta-Texturas', Galeria de Arte Moderna/SNBA, Lisboa
  - 'Des-Construções', Galeria Quadrante, Lisboa
- 1975
  - Série 'Matisse, Rothko, Ad Reinhardt', Galeria de Arte Moderna/SNBA, Lisboa
  - 'Instalação', Galeria Opinião, Lisboa
- 1976
  - 'Ensaios para a Construção do Espaço da Pintura', Galerie L’Oeil 2000, Paris
  - Galeria Quadrum, Lisboa
- 1984
  - Galeria Quadrum, Lisboa
- 1985
  - Série 'Regresso a Sefard', Galeria Quadrum, Lisboa
- 1986
  - Série 'Varsóvia após Masada', SNBA, Lisboa
- 1987
  - Palácio do Egipto / C.M.O., Oeiras
- 1988
  - Série 'Alinhamentos', Biblioteca Nacional, Lisboa
- 1989
  - Série 'Alinhamentos sobre um tema de Matisse', Galeria Alda Cortez, Lisboa
- 1990
  - Galeria Alda Cortez, Lisboa
- 1992
  - Galeria Pedro Oliveira, Porto
- 1994
  - Museu Nacional de Arqueologia, Silves
  - Galeria Pedro Oliveira Porto
  - 'O Sistemas dos Objectos', Instalação/Rua Direita, Cascais
  - 'Aproximação a um Inventário dos Desejos Reprimidos', Galeria Graça Fonseca, Lisboa
- 1995
  - 'Pinturas 76/83', Galeria Pedro Oliveira, Porto
- 1996
  - 'Vestiário', Galeria Graça Fonseca, Lisboa
- 1999
  - Série 'Talk to me', Centro Arte Moderna, Fundação C.Gulbenkian, Lisboa
- 2001
  - 'Da Fragmentação do Olhar' (Segundo Arquivo), Porta 33, Funchal, Madeira
  - ‘As the Book says – we can cut with the past but the past cannot cut with us’, Cristina Guerra, Lisboa
- 2004
  - Galeria Mário Sequeira, Braga
- 2005
  - Galeria Gomes Alves , ‘Série Mockba’, trabalhos em papel, Guimarães
  - Círculo de Artes Plásticas de Coimbra ‘Mockba’ e’ Between Death and Life’, Coimbra
- 2008
  - Pavilhão Branco, Museu da Cidade, Lisboa
- 2009
  - Appleton Square, Lisboa
- 2013
  - ‘Faites vos Jeux, Rien Va Plus’, Museu de História Natural, Sala do Veado ( Lisboa)
- 2015
  - ‘Who is Afraid of...?’, Museu de História Natural, Sala do Veado, Lisboa
- 2017
  - ‘Geometrias’, Fundação/Museu das Comunicações, Lisboa
- 2019
  - ‘Geometrias I e II’, Museu da Guarda, Guarda
  - 'A incontornável tangibilidade do Livro — Ou o “ANTI-LIVRO”', Museu Nacional de Arte Contemporânea, Lisboa
  - 'trash - lixo de artista', Museu Berardo, Lisboa
  - Série 'vestiários', MUDE/Museu do Design e da Moda,  Lisboa
- 2024
  - Geometrias III e IV, galeria Carlos Carvalho Arte Contemporânea, Lisboa, Portugal
  - Pintura – considerações e legitimidades com algum ‘lixo de artista’ (2) à mistura, Museu do Neo-Realismo, Vila Franca de Xira, Portugal
- 2025
  - Como o Cego para Entender a Luz, Casa Museu Bissaya Barreto, Coimbra, Portugal

## Exposições coletivas de relevância
- 1971
  - 1º Salão de Arte de Lagos, Museu Regional, Lagos
- 1971
  - Salão de Verão, SNBA, Lisboa
- 1972
  - Exposição 72, SNBA, Lisboa
  - Bienal de Ibiza, Espanha
  - Exposição Gal. Quadrante, Estremoz e Évora
  - IV Salão de Arte Moderna da Cidade de Luanda, Angola
- 1973
  - Exposição 73, SNBA Lisboa –  Salão de Março/ SNBA, Lisboa
- 1974
  - Salão Perspectiva 74, SNBA, Lisboa
  - Foire aux Arts Plastiques, Mazamet, França
- 1975
  - Abstração – Hoje, SNBA, Lisboa
- 1976
  - Pena de Morte, Tortura, Prisão Política, SEC / SNBA, Lisboa, Évora e Estremoz
  - Arte Moderna Portuguesa, Museu de Lund, Lund, Suécia
  - Cultura Portuguesa em Madrid, Madrid
  - Arte Portuguesa Contemporânea, Brasília, S. Paulo, Rio de Janeiro
  - VIII Festival International de la Peinture, Cagnes-sur-Mer, França
  - Exposição de Arte Moderna Portuguesa, Salão de Verão / SNBA, Lisboa
  - Alguns Aspectos da Vanguarda Portuguesa, Galeria Quadrum Lisboa
  - Pintores Contemporâneos de Portugal, Centro de Arte Euro Americano, Caracas, Venezuela
  - Arte Portoghese Contemporanea, Galeria Nazionale d’Arte Moderna, Roma, Itália
  - Art Portuguais Contemporain, Musée d’Art Moderne de la Ville de Paris, Paros, França
- 1977
  - Alternativa Zero, Galeria Nacional de Arte, Lisboa
- 1978
  - Gravura Portuguesa Contemporânea, Brasil
  - Exposição de Arte Moderna, SNBA, Lisboa
- 1982
  - 'Aspectos da Arte Abstracta Portuguesa 70/80', SNBA, Lisboa
  - Colectiva/82 – Galeria Quadrum, Lisboa
  - II Bienal de Chaves, Chaves
- 1983
  - ‘Perspectivas Actuais da Arte Portuguesa’ SNBA, Lisboa
- 1984
  - II Mostra de Artes Plásticas, Lagos
  - Homenagem a Almada Negreiros' Ministério da Cultura, Lisboa
  - 11 Jovens Pintores Portugueses / Instituto Alemão, Lisboa e Porto
- 1985
  - II Bienal Nacional de Desenho, Palácio de Cristal, Cooperativa Árvore, Porto
  - I Bienal dos Açores, S. Miguel, Açores (Menção Honrosa)
- 1986
  - ‘Novas Tendências do Desenho’, SNBA Lisboa
  - III Mostra de Artes Plásticas, Fundação Calouste Gulbenkian, Lisboa
  - Exposição AICA-PHILAE 86, SNBA, Lisboa
  - III Bienal de Artes Plásticas, Lagos (Prémio de Aquisição)
- 1987
  - II Bienal dos Açores (1º Prémio)
  - 70/80 Arte Portuguesa, S. Paulo e Rio de Janeiro, Brasil
- 1988
  - IV Bienal de Artes Plásticas, Lagos
  - 70/80 Art in Portugal, Pensilvânia, EUA
  - Bicentenário do Ministério das Finanças, Lisboa e Porto
- 1992
  - Arte Portuguesa 1992, Kunsthalle Dominkanerkirche, Osnabruck, RFA
- 1994
  - 'Quando o Mundo nos Cai em Cima', Arte no Tempo da Sida, CCB, Lisboa
- 1995
  - 'Arte Moderna II', Culturgest, Caixa Geral de Depósitos Lisboa
- 1997
  - 'A Arte, o Artista e o Outro', Fundação Cupertino de Miranda, V. N. Famalicão
  - Perspectiva: Alternativa Zero, Fundação de Serralves, Porto
- 1998
  - Alternativa Zero, Palermo, Itália
- 1999
  - Aquisições e Doações, Museu do Chiado, Lisboa
- 2002
  - 1960/80, Anos de Normalização Artística nas Colecções do Museu do Chiado, Lisboa
  - Museu Francisco Tavares Proença, Castelo Branco
- 2004
  - ‘Meio Século de Arte Portuguesa’, Museu do Chiado, Lisboa
- 2007
  - ’50 Anos de Arte Portuguesa’, Fundação Calouste Gulbenkian, Lisboa
  - ‘Anos 60, momentos transformadores’, Museu do Chiado, Lisboa
- 2009
  - ‘Anos 70 – Atravessar Fronteiras’, CAM, Fundação Calouste Gulbenkian, Lisboa
- 2010
  - Um Percurso-Dois Sentidos’, Museu do Chiado, Lisboa
  - Linguagem e Experiência’, Obras da Colecção da Caixa Geral de Depósitos, Centro Cultural Palácio do Egipto, Oeiras, Museu Grão Vasco, Viseu, e Museu de Aveiro, Aveiro
- 2011
  - Museu Berardo/CCB, ‘Exposição Permanente’ (1969/2010), Lisboa
  - Museu do Chiado,’Arte Portuguesa do Séc.XX, 1960/2010’, Lisboa
- 2012
  - Nova Apresentação da Exposição Permanente, CAM, Galeria 1, FCG, Lisboa
- 2013
  - Exposição Permanente da Colecção do MNAC, Museu do Chiado Lisboa
- 2014
  - Histórias: Obras da Colecção de Serralves, Museu Casa de Serralves, Porto
- 2015
  - ‘Musas Inspiradoras’, Casa da Cerca, Almada
  - ‘O teu Corpo é o meu Corpo’, Colecção de cartazes de Ernesto de Sousa, Museu / Coleção Berardo, Lisboa
- 2016
  - ‘Portugal em Flagrante’, Operação 2, Museu Calouste Gulbenkian, Coleção Moderna, Lisboa
- 2017
  - Simultânea (Obras da Colecção da Caixa Geral de Depósitos), Culturgeste, Lisboa
  - Colecção de Serralves  1960-1980, Museu de Serralves, Porto
- 2018
  - Coleção de Serralves, ‘Novas Linhas, Imagens, Objectos’, Museu de Serralves, Porto
  - Linha, Forma, Cor, Obras da Colecção Berardo- Museu/Coleção Berardo, Lisboa
  - Arte Portuguesa, Razões e Emoções, MNAC/Chiado, Lisboa
  - ‘Contra a Abstracção’, Obras da Colecção da Caixa Geral de Depósitos, Centro de Artes e Cultura de Ponte de Sor.
- 2022 
  - Chegar à Boca da Noite, Centro de Arte Contemporânea de Coimbra . Coimbra, Portugal
- 2023
  - A Casa é a Rua (curadoria de Alexandre Melo), galeria Carlos Carvalho Arte Contemporânea, Lisboa, Portugal
- 2024
  - Cravos e Veludo. Arte e Revolução em Portugal e na Checoslováquia 1968 - 1974 - 1989 (curadoria de Adelaide Ginga e Sandra Baborovská), MNAC — Museu do Chiado. Lisboa, Portugal

## Ligações Externas
- Site do artista
- Infopédia – Pires Vieira
- Museu Coleção Berardo, Lisboa – Pires Vieira
- Centro de Arte Moderna, Fundação Calouste Gulbenkian, Lisboa – Pires Vieira